# Walther Ludwig (Altphilologe)
Karl Rudolf Walther Ludwig (* 9. Februar 1929 in Stuttgart) ist ein deutscher Klassischer und neulateinischer Philologe.

## Leben
Walther Ludwig studierte nach dem Abitur am Eberhard-Ludwigs-Gymnasium Stuttgart seit 1948 an den Universitäten Tübingen und München Klassische Philologie, Geschichte und Philosophie. 1955 wurde er mit einer gräzistischen Arbeit an der Universität Tübingen zum Dr. phil. promoviert. 1961 folgte seine Habilitation an der Universität München. Von 1962 bis 1963 war er Fellow am Center for Hellenic Studies der Harvard University. Von 1964 bis 1970 lehrte er als Professor an der Universität Frankfurt am Main, wo er auch Direktor des Seminars für Klassische Philologie war. 1965–1970 war er Redaktor und Schriftleiter der Zeitschrift Gnomon, Kritische Zeitschrift für die gesamte Klassische Altertumswissenschaft. 1970–76 war er Professor an der Columbia University in New York (dort Chairman of the Department for Greek and Latin). Seit 1976 ist er Professor an der Universität Hamburg. 1994 wurde er emeritiert. 2000–03 war er Ombudsperson der Universität Hamburg für die geistes- und gesellschaftswissenschaftlichen Fachbereiche. Gastprofessuren hatte er an der Stanford University in Palo Alto (1966), an der Columbia University in New York (1969), an der Universität Tartu (2002), der University of Western Australia in Perth (2005) und der Universität Warschau (2007) inne. Er war Member des Institute for Advanced Study in Princeton (1970) und Fellow of the American Council of Learned Societies (1974).

## Forschungsschwerpunkte
Seit seiner Dissertation beschäftigt sich Ludwig mit der griechischen Tragödie (besonders des Euripides) und Komödie (mit Schwerpunkt auf Menander) sowie der hellenistischen Epigrammatik. Daneben behandelt er auch die römische Komödie des Plautus, und Terenz sowie die Schriften des Horaz, Ovid und Prudentius unter den Gesichtspunkten Edition und Interpretation, Struktur und Intertextualität. Auch mit neuzeitlicher lateinischer Literatur, Humanismus- und Renaissanceforschung, Latein im Alltag der frühen Neuzeit, lateinischen Texten in der Kirchen-, Kunst-, Medizin- und Universitätsgeschichte und Latein in der Gesellschaft und den Wissenschaften der Gegenwart beschäftigt er sich. Ein weiteres Betätigungsfeld ist die Geschichte der Klassischen Philologie, besonders in der Zeit des Nationalsozialismus. Ferner veröffentlichte er Studien zur süddeutschen Regionalgeschichte und zur Genealogie.

## Mitgliedschaften
Ludwig ist Mitglied der Mommsen-Gesellschaft, deren Erster Vorsitzender er 1978–83 war, der International Association for Neo-Latin Studies (President 1988–91), der Fédération Internationale des Associations d’Études Classiques (Vice President 1989–94), des Internationalen Komitees des Wolfenbütteler Arbeitskreises für Renaissanceforschung, der Joachim-Jungius-Gesellschaft der Wissenschaften zu Hamburg, der Akademie der Wissenschaften in Hamburg, der Akademie der Wissenschaften zu Göttingen, der Akademie gemeinnütziger Wissenschaften zu Erfurt (Mitvorsitzender der Kommission für Humanismusforschung), der Braunschweigischen Wissenschaftlichen Gesellschaft und der Academia Europaea in London. Außerdem ist er Ehrenmitglied der Polnischen Philologischen Gesellschaft.

## Ehrungen
- 2004 Joachim-Jungius-Medaille
- 2009 Carl-Friedrich-Gauß-Medaille
- 2012 Honorary Member der International Association for Neo-Latin Studies
- 2014 Album Alumnorum Gualthero Ludwig septimum decimum lustrum emenso dedicatum. Hrsg. von L. Braun. Königshausen & Neumann, Würzburg, ISBN 978-3-8260-5365-8.
- 8. Januar 2016 Ehrendoktor der Universität Wien

## Publikationen (Auswahl)

### Monografien
- Struktur und Einheit der Metamorphosen Ovids. W. de Gruyter, Berlin 1965.
- Die Borsias des Tito Strozzi. Ein lateinisches Epos der Renaissance. Erstmals herausgegeben, eingeleitet und kommentiert. Fink, München 1977, ISBN 3-7705-1385-1.
- Römische Historie im deutschen Humanismus – Über einen verkannten Mainzer Druck von 1505 und den angeblich ersten deutschen Geschichtsprofessor. Vandenhoeck & Ruprecht, Göttingen 1987, ISBN 3-525-86224-5.
- Antike Götter und christlicher Glaube – die Hymni naturales von Marullo. Vandenhoeck & Ruprecht, Göttingen 1992, ISBN 3-525-86257-1.
- Hellas in Deutschland – Darstellungen der Gräzistik im deutschsprachigen Raum aus dem 16. und 17. Jahrhundert. Vandenhoeck & Ruprecht, Göttingen 1998, ISBN 3-525-86295-4.
- Vater und Sohn im 16. Jahrhundert. Der Briefwechsel des Wolfgang Reichart genannt Rychardus mit seinem Sohn Zeno (1520–1543). Weidmann, Hildesheim 1999, ISBN 3-615-00205-9.
- Der Erste Weltkrieg in Briefen. 201 Briefe aus der Korrespondenz von Paul Ludwig in den Jahren 1914–1918. DRW-Verlag, Leinfelden-Echterdingen 2002, ISBN 978-3-7995-5241-7.
- Das Stammbuch als Bestandteil humanistischer Kultur: Das Album des Heinrich Carlhack Hermeling (1587–1592). Vandenhoeck & Ruprecht, Göttingen 2006, ISBN 978-3-525-82546-4.
- Beispiele interkonfessioneller Toleranz im 16.–18. Jahrhundert: Zwei humanistische Stammbücher und die christlichen Konfessionen. Olms, Hildesheim 2010, ISBN 978-3-487-14513-6.
- Stammbücher vom 16. bis zum 18. Jahrhundert: Kontinuität und Verbreitung des Humanismus. Olms, Hildesheim 2012, ISBN 978-3-487-14759-8.

### Ausgewählte Aufsätze
- Litterae Neolatinae – Schriften zur neulateinischen Literatur. Hrsg. von Ludwig Braun u. a. Fink, München 1989, ISBN 3-7705-2582-5.
- Miscella Neolatina. Ausgewählte Aufsätze 1989–2003. Hrsg. von Astrid Steiner-Weber. Olms, Hildesheim 2004–2005. Bd. 1: ISBN 3-487-12534-X; Bd. 2: ISBN 3-487-12535-8; Bd. 3: ISBN 3-487-12536-6.
- Supplementa Neolatina. Ausgewählte Aufsätze 2003–2008. Hrsg. von Astrid Steiner-Weber. Olms, Hildesheim 2008, ISBN 978-3-487-13897-8.
- Opuscula historico-philologica. Ausgewählte Aufsätze 2008–2013. Hrsg. von Astrid Steiner-Weber. Olms, Hildesheim 2014, ISBN 978-3-487-15095-6.
- Florilegium Neolatinum. Ausgewählte Aufsätze 2014–2018. Hrsg. von Astrid Steiner-Weber. Olms, Hildesheim 2019, ISBN 978-3-487-15752-8.
- Horti Musarum Amoenissimi. Ausgewählte Aufsätze 2019–2023. Hrsg. von Astrid Steiner-Weber. Olms, Baden-Baden 2024, ISBN 978-3-487-16658-2 (Print), ISBN 978-3-487-42418-7 (ePDF).

### Herausgeberschaften
- Die Antike in der europäischen Gegenwart. Veröffentlichungen der Joachim Jungius-Gesellschaft der Wissenschaften 72. Vandenhoeck & Ruprecht, Göttingen 1993, ISBN 3-525-86263-6.
- Die Musen im Reformationszeitalter. Schriften der Stiftung Luthergedenkstätten in Sachsen-Anhalt 1. Evangelische Verlagsanstalt, Leipzig 2001, ISBN 3-374-01859-9.
- zusammen mit Gerlinde Huber-Rebenich: Humanismus in Erfurt. Acta Academiae Scientiarum 7, Humanismusstudien 1. Hain-Verlag, Rudolstadt 2002, ISBN 3-89807-035-2.
- zusammen mit Klaus Bergdolt: Zukunftsvoraussagen in der Renaissance. Wolfenbütteler Abhandlungen zur Renaissanceforschung 23. Harrassowitz, Wiesbaden 2005, ISBN 3-447-05289-9.
- zusammen mit Gerlinde Huber-Rebenich: Frühneuzeitliche Bildungsreisen im Spiegel lateinischer Texte. Acta Academiae Scientiarum 11, Humanismusstudien 2. Hain-Verlag, Weimar/Jena 2007, ISBN 978-3-89807-103-1.
- Hamburger Beiträge zur Neulateinischen Philologie. LIT, Münster/Berlin 1997-2013, 8 Bde. Bd. 1 (1997): ISBN 3-8258-3389-5; Bd. 2 (2000): ISBN 3-8258-4654-7; Bd. 3 (2002): ISBN 3-8258-5213-X; Bd. 4 (2003): ISBN 3-8258-6689-0; Bd. 5 (2007): ISBN 3-8258-9868-7; Bd. 6 (2009): ISBN 978-3-643-10304-8; Bd. 7 (2011): ISBN 978-3-643-11016-9; Bd. 8 (2012): ISBN 978-3-643-11833-2; Bd. 9 (2013): ISBN 978-3-643-12168-4.
- zusammen mit Claudia Schindler: Hamburger Beiträge zur Neulateinischen Philologie. LIT, Münster/Berlin 2013- : Bd. 10 (2013): ISBN 978-3-643-12418-0.